# Birgitta Evengård
Birgitta Maria Evengård, född 7 november 1952, är en svensk läkare och professor i infektionssjukdomar, verksam på Institutionen för klinisk mikrobiologi vid Umeå universitet.
Hon studerade medicin vid Karolinska Institutet, med ett avbrott då hon var volontär i Ghana och kom i kontakt med bilharzia, som hon senare kom att forska om. Hon har därefter behållit kontakten med Afrika, genom arbete i bland annat Guinea-Bissau, Tanzania och Somalia, men också som husägare på Zanzibar.
Efter examen arbetade hon som infektionsläkare på Roslagstulls sjukhus.
Evengård fick under en tid arbete som parasitolog vid Statens bakteriologiska laboratorium (SBL), innan hon 1989 disputerade vid Karolinska institutet på en avhandling om snäckfeber (bilharzia): Schistosomiasis : immunological, serological and clinical aspect.
År 1990, när hon återgått till arbetat på Roslagstull, fick hon ett erbjudande om att komma till Huddinge sjukhus som klinisk immunolog, och arbetade bland annat med immunbristpatienter. Där insåg hon att det fanns en biologisk komponent i deras trötthet, och fick möjlighet att starta och leda ett "trötthetslaboratorium" tills verksamheten lades ned år 2003.
Åren 2003–2006 innehade hon tjänsten som jämställdhetsansvarig vid Stockholms läns landsting och engagerade sig för de kvinnliga forskare som missgynnades vid fördelningen av landstingets forskningsmedel.
Hon var samtidigt klinisk adjungerad professor vid Karolinska Institutet.
Den första september 2007 tillträdde Birgitta Evengård posten som enhetschef för Infektionsmedicin vid Umeå universitet, som första kvinna att inneha en av huvudprofessurerna i Sverige. 
Åren 2008–2015 satt hon i styrelsen för Arktiska rådets expertgrupp om hållbar utveckling, Arctic Human Health Expert Group (AHHEG). År 2018 belönades hon för sin forskning om hälsoeffekter av klimatförändringarna med Jack Hildes-medaljen, ett arktiskt forskningspris som delas ut vart tredje år.
Sedan 2015 leder hon tillsammans med Tomas Thierfelder vid SLU det tvärvetenskapliga projektet CLINF, finansierat av Nordforsk, som syftar till att undersöka om klimatförändringarna i Arktis kan orsaka hälsoproblem på Nordkalotten, genom att infektionssjukdomar lättare sprids bland människor och djur.

## Publikationer i urval
- Evengård, Birgitta (1989) (på engelska). Schistosomiasis: immunological, serological and clinical aspects. Stockholm. Libris 7673641. ISBN 91-7900-866-6
- Evengård Birgitta, red (1992). Epidemiernas historia och framtid. Stockholm: Natur och kultur. Libris 8348253. ISBN 9127030458
- Evengård, Birgitta; Marsh Stina (1995). Parasiter (1. uppl.). Stockholm: Bonnier utbildning. Libris 7442945. ISBN 9162214942
- Evengård Birgitta., Nymand Larsen Joan., Paasche Øyvind., red (2015) (på engelska). The New Arctic. Cham: Springer. Libris 18126495. ISBN 9783319176024